# 栄宝斎

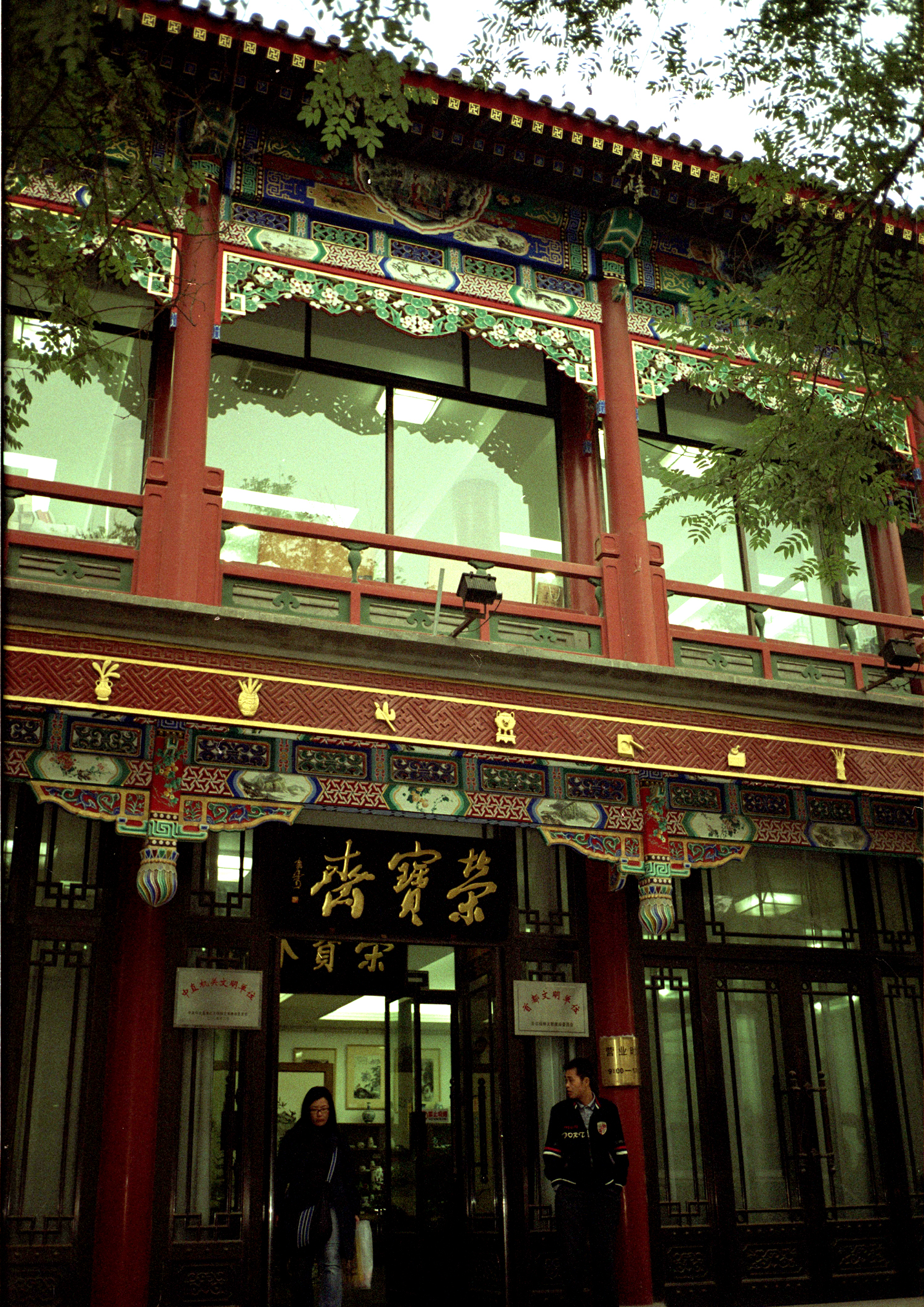
栄宝斎

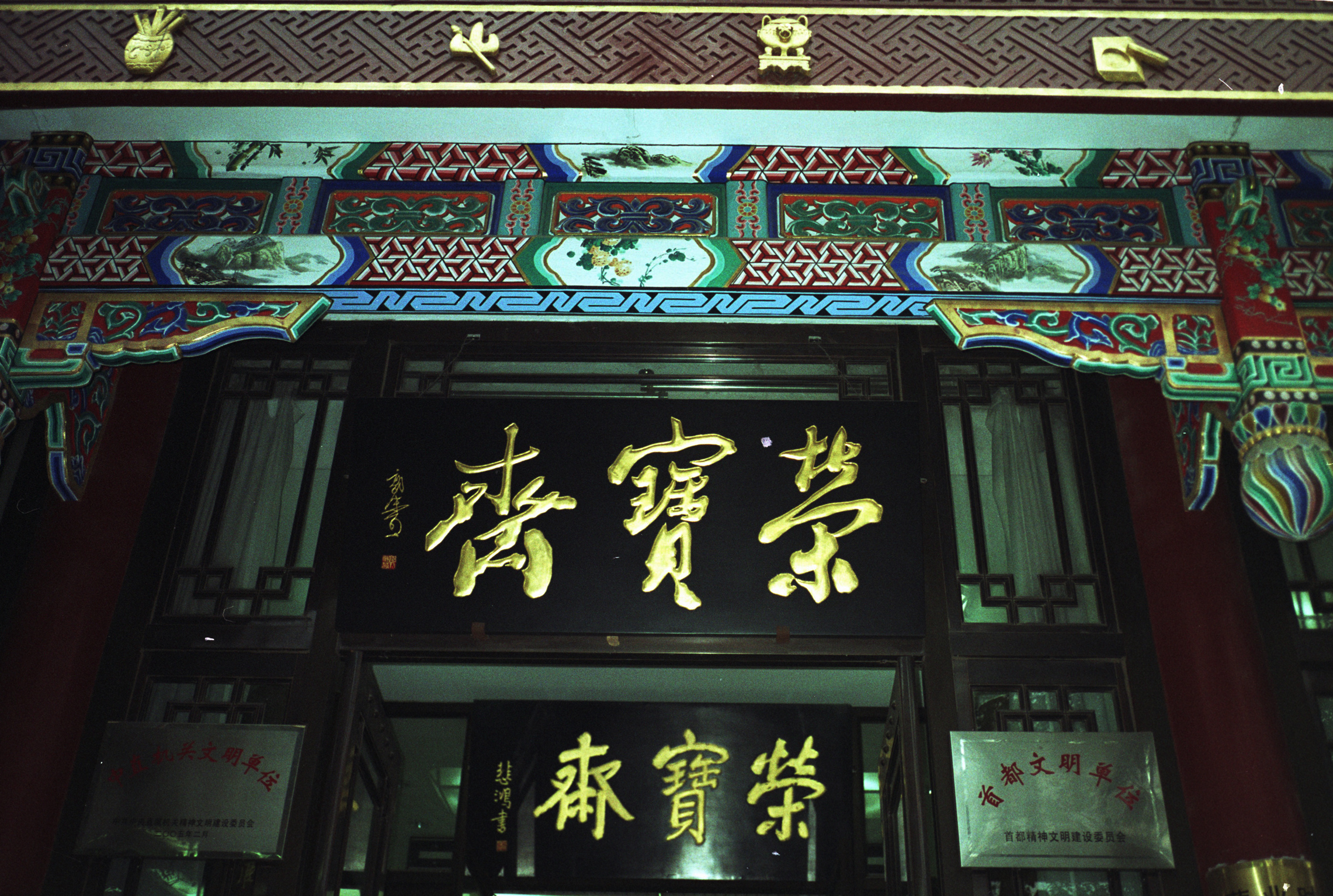
栄宝斎

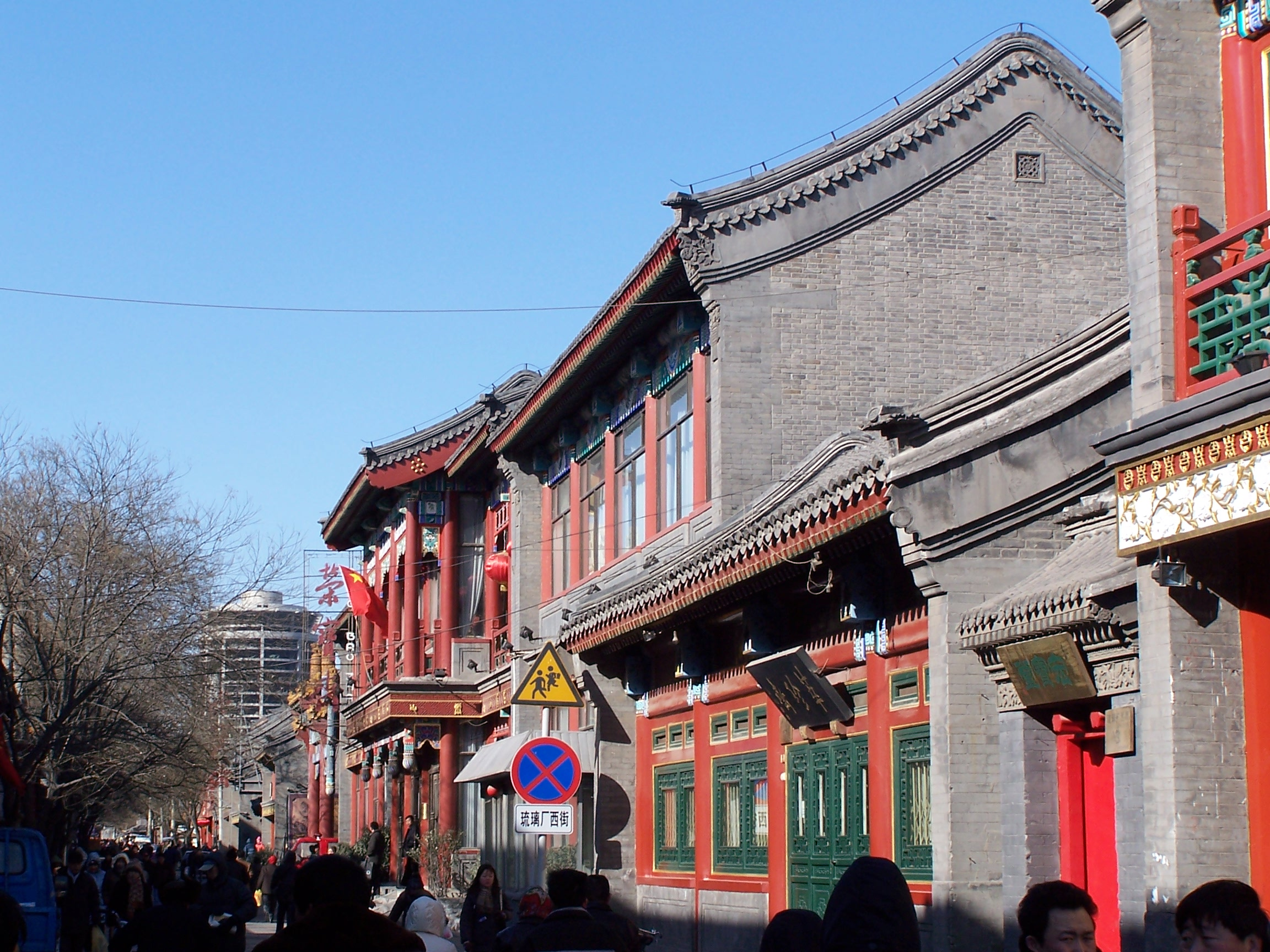
琉璃厰

栄宝斎（えいほうさい）は、中華人民共和国北京市西城区の琉璃厰に位置する筆、硯、墨、紙の文房四宝と印章、書画骨董などを販売する、中華老字号の老舗。
清朝康熙11年（1672年）に松竹斎として開業し、1894年より現在の名称となる。「北に栄宝斎、 南に朶雲軒（上海の朵云轩）あり」という言葉があり、多くの文人墨客が訪れることで知られる。

## 名称の由来
「文を以て友と会し、栄名を宝と為す」という意味である。

## アクセス
- 中華人民共和国北京市西城区の琉璃厰

## 参照
- 琉璃廠案内図
- 北京の老舗（１２）栄宝斎